# Стадионная серия НХЛ 2016
Стадионная серия НХЛ 2016 (англ. 2016 NHL Stadium Series) — серия из двух матчей по хоккею с шайбой на открытом воздухе между командами Национальной хоккейной лиги в рамках регулярного чемпионата сезона 2015/2016. В первом матче, который состоялся 21 февраля 2016 года, «Миннесота Уайлд» принимала на футбольном стадионе «Ти-си-эф Бэнк Стэдиум» «Чикаго Блэкхокс». Второй матч состоялся 27 февраля, когда «Детройт Ред Уингз» в гостях сыграл с «Колорадо Эвеланш» на бейсбольном стадионе «Курс Филд».

## 21 февраля (Ти-си-эф Бэнк Стэдиум)
«Миннесота Уайлд» впервые участвовала в матчах на открытом воздухе, а «Чикаго Блэкхокс» в четвёртый (Зимняя классика 2009 и 2015, а также Стадионная серия 2014).
«Ти-си-эф Бэнк Стэдиум» является футбольным стадионом на котором проводит свои домашние матчи студенческая команда «Миннесота Голден Гоферс» представляющая Миннесотский университет и выступающая в конференции Big Ten NCAA. Также на стадионе на протяжении двух сезонов (2014 и 2015) проводила свои матчи команда НФЛ «Миннесота Вайкингс».

### Составы команд
| Миннесота Уайлд | Миннесота Уайлд           | Миннесота Уайлд    | Миннесота Уайлд |
| --------------- | ------------------------- | ------------------ | --------------- |
| Вратари         |                           |                    |                 |
| Номер           | Гражданство               | Имя                |                 |
| 40              | Канада                    | Деван Дубник       |                 |
| 50              | Канада                    | Дарси Кемпер       |                 |
| Защитники       |                           |                    |                 |
| Номер           | Гражданство               | Имя                |                 |
| 4               | Соединённые Штаты Америки | Майк Райлли        |                 |
| 5               | Швеция                    | Кристиан Фолин     |                 |
| 6               | Канада                    | Марко Сканделла    |                 |
| 20              | Соединённые Штаты Америки | Райан Сутер        |                 |
| 24              | Канада                    | Мэтт Дамба         |                 |
| 46              | Канада                    | Джаред Спёрджон    |                 |
| Нападающие      |                           |                    |                 |
| Номер           | Гражданство               | Имя                |                 |
| 3               | Соединённые Штаты Америки | Чарли Койл         |                 |
| 9               | Финляндия                 | Микко Койву — К    |                 |
| 11              | Соединённые Штаты Америки | Зак Паризе         |                 |
| 14              | Канада                    | Джастин Фонтейн    |                 |
| 16              | Соединённые Штаты Америки | Джейсон Зукер      |                 |
| 18              | Соединённые Штаты Америки | Райан Картер       |                 |
| 19              | Канада                    | Джаррет Столл      |                 |
| 22              | Швейцария                 | Нино Нидеррайтер   |                 |
| 26              | Австрия                   | Томас Ванек        |                 |
| 29              | Соединённые Штаты Америки | Джейсон Поминвилль |                 |
| 56              | Финляндия                 | Эрик Хаула         |                 |
| 64              | Финляндия                 | Микаэль Гранлунд   |                 |

| Чикаго Блэкхокс | Чикаго Блэкхокс           | Чикаго Блэкхокс     | Чикаго Блэкхокс |
| --------------- | ------------------------- | ------------------- | --------------- |
| Вратари         |                           |                     |                 |
| Номер           | Гражданство               | Имя                 |                 |
| 33              | Соединённые Штаты Америки | Скотт Дарлинг       |                 |
| 50              | Канада                    | Кори Кроуфорд       |                 |
| Защитники       |                           |                     |                 |
| Номер           | Гражданство               | Имя                 |                 |
| 2               | Канада                    | Данкан Кит          |                 |
| 4               | Швеция                    | Никлас Яльмарссон   |                 |
| 7               | Канада                    | Брент Сибрук        |                 |
| 32              | Чехия                     | Михал Розсивал      |                 |
| 43              | Швеция                    | Виктор Сведберг     |                 |
| 57              | Соединённые Штаты Америки | Тревор ван Римсдайк |                 |
| Нападающие      |                           |                     |                 |
| Номер           | Гражданство               | Имя                 |                 |
| 11              | Канада                    | Эндрю Дежарден      |                 |
| 14              | Словакия                  | Рихард Паник        |                 |
| 15              | Россия                    | Артём Анисимов      |                 |
| 19              | Канада                    | Джонатан Тэйвз — К  |                 |
| 24              | Канада                    | Филлип Дано         |                 |
| 48              | Соединённые Штаты Америки | Винсент Хиностроза  |                 |
| 53              | Канада                    | Брэндон Машинтер    |                 |
| 65              | Канада                    | Эндрю Шоу           |                 |
| 70              | Швеция                    | Деннис Расмуссен    |                 |
| 72              | Россия                    | Артемий Панарин     |                 |
| 86              | Финляндия                 | Теуво Терявяйнен    |                 |
| 88              | Соединённые Штаты Америки | Патрик Кейн         |                 |

### Отчёт
| 21 февраля 2016 14:35 | Миннесота Уайлд | 6 : 1 (2:0, 2:0, 2:1) | Чикаго Блэкхокс | Ти-си-эф Бэнк Стэдиум, Миннеаполис Зрителей: 50 426 |

| Отчёт | Отчёт                       | Отчёт                                            | Отчёт                                                   | Отчёт                                                                |
| --- | --------------------------- | ------------------------------------------------ | ------------------------------------------------------- | -------------------------------------------------------------------- |
| |                             |                                                  |                                                         |                                                                      |
| | Деван Дубник — 00:00-60:00  | Вратари                                          | 00:00-40:00 — Кори Кроуфорд 40:00-60:00 — Скотт Дарлинг | Судьи: Стив Козари Крис Ли Линейные судьи: Брайан Мач Райан Гэллоуэй |
| | Голы:                       |                                                  |                                                         | Судьи: Стив Козари Крис Ли Линейные судьи: Брайан Мач Райан Гэллоуэй |
| Мэтт Дамба — 03:25 (Р. Картер, Дж. Фонтейн) Томас Ванек (бол.) — 07:10 (Дж. Поминвилль, М. Райли) Нино Нидеррайтер — 22:26 (Э. Хаула, Дж. Поминвилль) Джейсон Поминвилль — 30:26 (Н. Нидеррайтер, Э. Хаула) Райан Картер — 42:25 (М. Сканделла, Дж. Столл) Эрик Хаула — 53:49 | 1:0 2:0 3:0 4:0 5:0 5:1 6:1 | 52:05 — Патрик Кейн (Т. ван Римсдайк, Дж. Тэйвз) |                                                         | Судьи: Стив Козари Крис Ли Линейные судьи: Брайан Мач Райан Гэллоуэй |
| |                             |                                                  |                                                         | Судьи: Стив Козари Крис Ли Линейные судьи: Брайан Мач Райан Гэллоуэй |
| |                             |                                                  |                                                         | Судьи: Стив Козари Крис Ли Линейные судьи: Брайан Мач Райан Гэллоуэй |
| |                             |                                                  |                                                         | Судьи: Стив Козари Крис Ли Линейные судьи: Брайан Мач Райан Гэллоуэй |
| 10 мин | Штраф                       | 27 мин                                           |                                                         | Судьи: Стив Козари Крис Ли Линейные судьи: Брайан Мач Райан Гэллоуэй |
| |                             |                                                  |                                                         |                                                                      |
| | 33                          | Броски                                           | 32                                                      |                                                                      |

#### Три звезды матча
- 1. Эрик Хаула. «Миннесота Уайлд». 1 гол, 2 результативных передачи.
- 2. Райан Картер. «Миннесота Уайлд». 1 гол, 1 результативная передача.
- 3. Джейсон Поминвилль. «Миннесота Уайлд». 1 гол, 2 результативных передачи.

## 27 февраля (Курс Филд)
«Колорадо Эвеланш» впервые участвовал в матчах на открытом воздухе, в то время как для «Детройт Ред Уингз» это является третьим подобным матчем после Зимней классики 2009 и 2014. Наиболее острое противостояние между этими двумя командами происходило в середине 90-х годов XX века, пиком которого стал матч состоявшийся 26 марта 1997 года и ознаменовавшийся большим количеством драк, включая массовую драку в конце первого периода.
«Курс-филд» является домашним стадионом для бейсбольной команды «Колорадо Рокиз» выступающей в МЛБ.

### Составы команд
| Колорадо Эвеланш | Колорадо Эвеланш          | Колорадо Эвеланш       | Колорадо Эвеланш |
| ---------------- | ------------------------- | ---------------------- | ---------------- |
| Вратари          |                           |                        |                  |
| Номер            | Гражданство               | Имя                    |                  |
| 1                | Россия                    | Семён Варламов         |                  |
| 31               | Канада                    | Кэлвин Пикард          |                  |
| Защитники        |                           |                        |                  |
| Номер            | Гражданство               | Имя                    |                  |
| 2                | Канада                    | Ник Холден             |                  |
| 3                | Канада                    | Крис Биграс            |                  |
| 4                | Канада                    | Тайсон Бэрри           |                  |
| 6                | Соединённые Штаты Америки | Эрик Джонсон           |                  |
| 32               | Канада                    | Франсуа Бошемен        |                  |
| 41               | Канада                    | Эндрю Боднарчук        |                  |
| Нападающие       |                           |                        |                  |
| Номер            | Гражданство               | Имя                    |                  |
| 7                | Канада                    | Джон Митчелл           |                  |
| 8                | Соединённые Штаты Америки | Джек Скилле            |                  |
| 9                | Канада                    | Мэтт Дюшен             |                  |
| 12               | Канада                    | Джером Игинла          |                  |
| 14               | Канада                    | Блейк Комо             |                  |
| 18               | Канада                    | Шон Мэттайас           |                  |
| 25               | Россия                    | Михаил Григоренко      |                  |
| 29               | Канада                    | Натан Маккиннон        |                  |
| 34               | Швеция                    | Карл Сёдерберг         |                  |
| 40               | Канада                    | Алекс Тангуэй          |                  |
| 55               | Канада                    | Коди Маклеод           |                  |
| 92               | Швеция                    | Габриэль Ландескуг — К |                  |

| Детройт Ред Уингз | Детройт Ред Уингз         | Детройт Ред Уингз     | Детройт Ред Уингз |
| ----------------- | ------------------------- | --------------------- | ----------------- |
| Вратари           |                           |                       |                   |
| Номер             | Гражданство               | Имя                   |                   |
| 34                | Чехия                     | Питер Мразек          |                   |
| 35                | Соединённые Штаты Америки | Джимми Ховард         |                   |
| Защитники         |                           |                       |                   |
| Номер             | Гражданство               | Имя                   |                   |
| 25                | Канада                    | Майк Грин             |                   |
| 27                | Канада                    | Кайл Куинси           |                   |
| 47                | Россия                    | Алексей Марченко      |                   |
| 52                | Швеция                    | Джонатан Эрикссон     |                   |
| 55                | Швеция                    | Никлас Крунвалль      |                   |
| 65                | Соединённые Штаты Америки | Дэнни Декайзер        |                   |
| Нападающие        |                           |                       |                   |
| Номер             | Гражданство               | Имя                   |                   |
| 8                 | Соединённые Штаты Америки | Джастин Абделькадер   |                   |
| 13                | Россия                    | Павел Дацюк           |                   |
| 14                | Швеция                    | Густав Нюквист        |                   |
| 15                | Канада                    | Райли Шихэн           |                   |
| 17                | Канада                    | Брэд Ричардс          |                   |
| 25                | Словакия                  | Томаш Татар           |                   |
| 26                | Словакия                  | Томаш Юрчо            |                   |
| 40                | Швеция                    | Хенрик Зеттерберг — К |                   |
| 41                | Канада                    | Люк Гленденинг        |                   |
| 43                | Канада                    | Даррен Хелм           |                   |
| 71                | Соединённые Штаты Америки | Дилан Ларкин          |                   |
| 72                | Канада                    | Андреас Атанасиу      |                   |

### Отчёт
| 27 февраля 2016 18:00 | Колорадо Эвеланш | 3 : 5 (2:1, 0:0, 1:4) | Детройт Ред Уингз | Курс Филд, Денвер Зрителей: 50 095 |

| Отчёт | Отчёт                         | Отчёт | Отчёт       | Отчёт                                                                      |
| --- | ----------------------------- | --- | ----------- | -------------------------------------------------------------------------- |
| |                               | |             |                                                                            |
| | Семён Варламов                | Вратари | Петр Мразек | Судьи: Брэд Уотсон Дэйв Джексон Линейные судьи: Даррен Гиббс Мишель Кормье |
| | Голы:                         | |             | Судьи: Брэд Уотсон Дэйв Джексон Линейные судьи: Даррен Гиббс Мишель Кормье |
| Натан Маккиннон — 07:44 (Г. Ландескуг) Тайсон Бэрри — 14:38 (Б. Комо, М. Григоренко) Алекс Тангуэй — 53:42 (Г. Ландескуг, Н. Маккиннон) | 0:1 :1 2:1 2:2 2:3 :3 3:4 3:5 | 05:07 — Томаш Татар 41:27 — Густав Нюквист (Р. Шихэн, Т. Татар) 53:28 — Джастин Абделькадер (Д. Хелм, Л. Гленденинг) 59:00 — Брэд Ричардс (Н. Крунвалль) 59:40 — Даррен Хелм (п.в.) (П. Мразек, Н. Крунвалль) |             | Судьи: Брэд Уотсон Дэйв Джексон Линейные судьи: Даррен Гиббс Мишель Кормье |
| |                               | |             | Судьи: Брэд Уотсон Дэйв Джексон Линейные судьи: Даррен Гиббс Мишель Кормье |
| |                               | |             | Судьи: Брэд Уотсон Дэйв Джексон Линейные судьи: Даррен Гиббс Мишель Кормье |
| |                               | |             | Судьи: Брэд Уотсон Дэйв Джексон Линейные судьи: Даррен Гиббс Мишель Кормье |
| 12 мин | Штраф                         | 8 мин |             | Судьи: Брэд Уотсон Дэйв Джексон Линейные судьи: Даррен Гиббс Мишель Кормье |
| |                               | |             |                                                                            |
| | 27                            | Броски | 28          |                                                                            |

#### Три звезды матча
- 1. Брэд Ричардс. «Детройт Ред Уингз». 1 гол (победный).
- 2. Томаш Татар. «Детройт Ред Уингз». 1 гол, 1 результативная передача.
- 3. Натан Маккиннон. «Колорадо Эвеланш». 1 гол, 1 результативная передача.